# Kościół katolicki w Mikronezji
Kościół Rzymskokatolicki w Sfederowanych Stanach Mikronezji jest częścią  światowego Kościoła katolickiego, który działa pod duchowym przewodnictwem Papieża oraz Kurii Rzymskiej w Watykanie.
Mikronezja należy do Diecezji Karolinów.

## Historia
Kościół katolicki powstał w Mikronezji w 1886 roku, gdy powstały 2 misje sui iuris Zachodnich Karolinów (Pohnpei) i Wschodnich Karolinów (Yap).